# Pererîta, Briceni
Pererita este un sat din raionul Briceni, Republica Moldova, situată la hotar cu România, în partea de nord-vest a Republicii Moldova. Locul cel mai pitoresc este Zamca, o rezervație înconjurată de Prut sub formă de omega [Ω], este foarte ușor de reperat pe hartă.
În perioada interbelică localitatea a făcut parte din județul Hotin, plasa Briceni. La recensământul din 1930 au fost înregistrate 2.049 persoane, din care 1.998 de români, 30 de ruși și 21 de evrei.

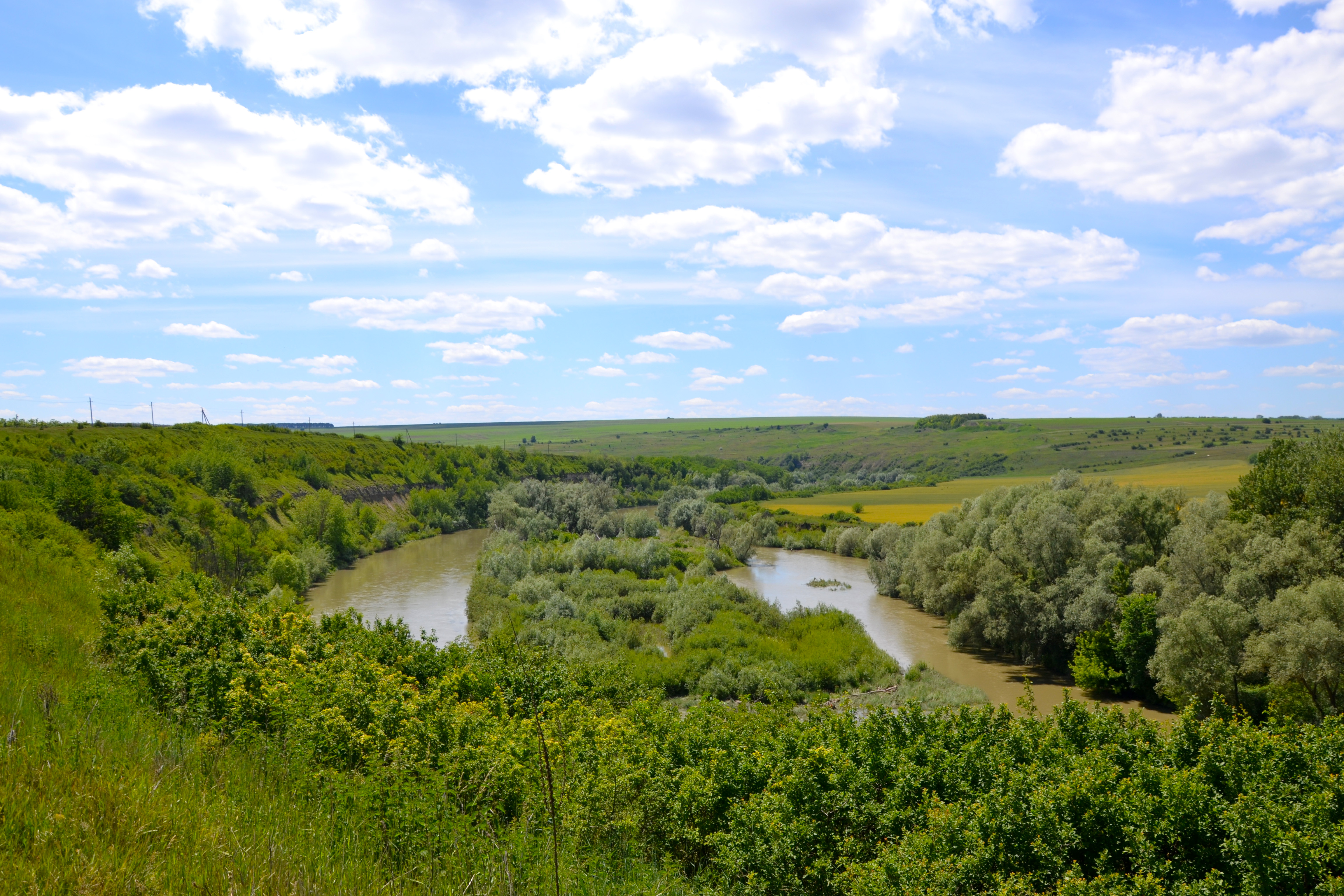
Meandrul de la Pererîta

La sud de Pererîta este amplasat meandrul de la Pererîta, arie protejată din categoria monumentelor naturii de tip geologic sau paleontologic.

## Demografie

### Structura etnică
Structura etnică a satului conform recensământului populației din 2004:
| Grup etnic         | Populație | % Procentaj |
| ------------------ | --------- | ----------- |
| Moldoveni / Români | 1.798     | 97,53%      |
| Ucraineni          | 29        | 1,57%       |
| Ruși               | 14        | 0,76%       |
| Bulgari            | 1         | 0,05%       |
| Alții              | 2         | 0,11%       |
| Total              | 1.844     | 100%        |

## Administrație și politică
Componența Consiliului local Pererita (9 consilieri), ales la 5 noiembrie 2023, este următoarea:
|  | Partid                                       | Consilieri | Componență | Componență | Componență | Componență |
|  | -------------------------------------------- | ---------- | ---------- | ---------- | ---------- | ---------- |
|  | Partidul Socialiștilor din Republica Moldova | 4          |            |            |            |            |
|  | Partidul Acțiune și Solidaritate             | 3          |            |            |            |            |
|  | Partidul Nostru                              | 2          |            |            |            |            |

## Personalități marcante
- Grigore Vieru (1935-2009), poet
- Dumitru Blajinu (n. 10 noiembrie 1934 - d. 6 iulie 2015, Chișinău), violonist